# Jahresschrift für mitteldeutsche Vorgeschichte
Die Jahresschrift für mitteldeutsche Vorgeschichte (bis Band 31, 1939 Jahresschrift für die Vorgeschichte der sächsisch-thüringischen Länder) ist eine archäologische Fachzeitschrift, die vom Landesamt für Denkmalpflege und Archäologie Sachsen-Anhalt herausgegeben wird. Die Zeitschrift erscheint meist einmal pro Jahr, im Laufe ihrer Geschichte lagen zwischen zwei Bänden aber auch immer wieder längere oder kürzere Abstände.
Herausgeber der Zeitschrift war zunächst das Provinzial-Museum der Provinz Sachsen in Halle (Saale), später umbenannt in Landesanstalt für Vorgeschichte (1921), Landesanstalt für Volkheitskunde (1934) und schließlich in Landesmuseum für Vorgeschichte. Nach der Gründung des Landesamtes für Denkmalpflege und Archäologie Sachsen-Anhalt wurde das Museum eine Abteilung des Landesamtes und die Jahresschrift für mitteldeutsche Vorgeschichte wurde nun direkt durch das Landesamt herausgegeben. Verlegt wurde sie zunächst von Otto Hendel, Halle (Band 1, 1902–Band 10, 1911), später von Gebauer-Schwetschke, Halle (Band 11, 1925–Band 33, 1949), Max Niemeyer, Halle (Band 34, 1950–Band 47, 1963) und vom Deutschen Verlag der Wissenschaften, Berlin (Band 48, 1964–Band 74, 1991). Seit Band 75, 1992 erscheint sie im Eigenverlag des Landesamtes.
In der Jahresschrift für mitteldeutsche Vorgeschichte werden Fachaufsätze zur vor- und frühgeschichtlichen sowie zur Mittelalter- und Neuzeitarchäologie veröffentlicht. Der Schwerpunkt liegt hierbei auf der Landesarchäologie Sachsen-Anhalts. Hinzu kommen Nachrufe, seit 1971 Rezensionen von wissenschaftlichen Publikationen und in jüngerer Zeit auch Beiträge aus Nachbardisziplinen wie den Naturwissenschaften und der Anthropologie. Vor 1990 erschienen auch Kongressberichte und Festschriften. Seit Band 95, 2016 unterliegt die Zeitschrift einem Peer-Review-Verfahren.
Seit Band 97, 2019, erscheint parallel zur Printausgabe auch eine frei zugängliche digitale Version. Zudem werden seit 2018 in Zusammenarbeit mit der Universitätsbibliothek Heidelberg die älteren Bände schrittweise digitalisiert.
Seit 2002 gibt das Landesamt für Denkmalpflege und Archäologie gemeinsam mit der Archäologischen Gesellschaft in Sachsen-Anhalt noch eine zweite archäologische Fachzeitschrift mit dem Namen Archäologie in Sachsen-Anhalt heraus. Diese ist sowohl an Fachleute als auch interessierte Laien gerichtet.